# Зоны Эфиопии

Регионы и зоны Эфиопии на 2021 год

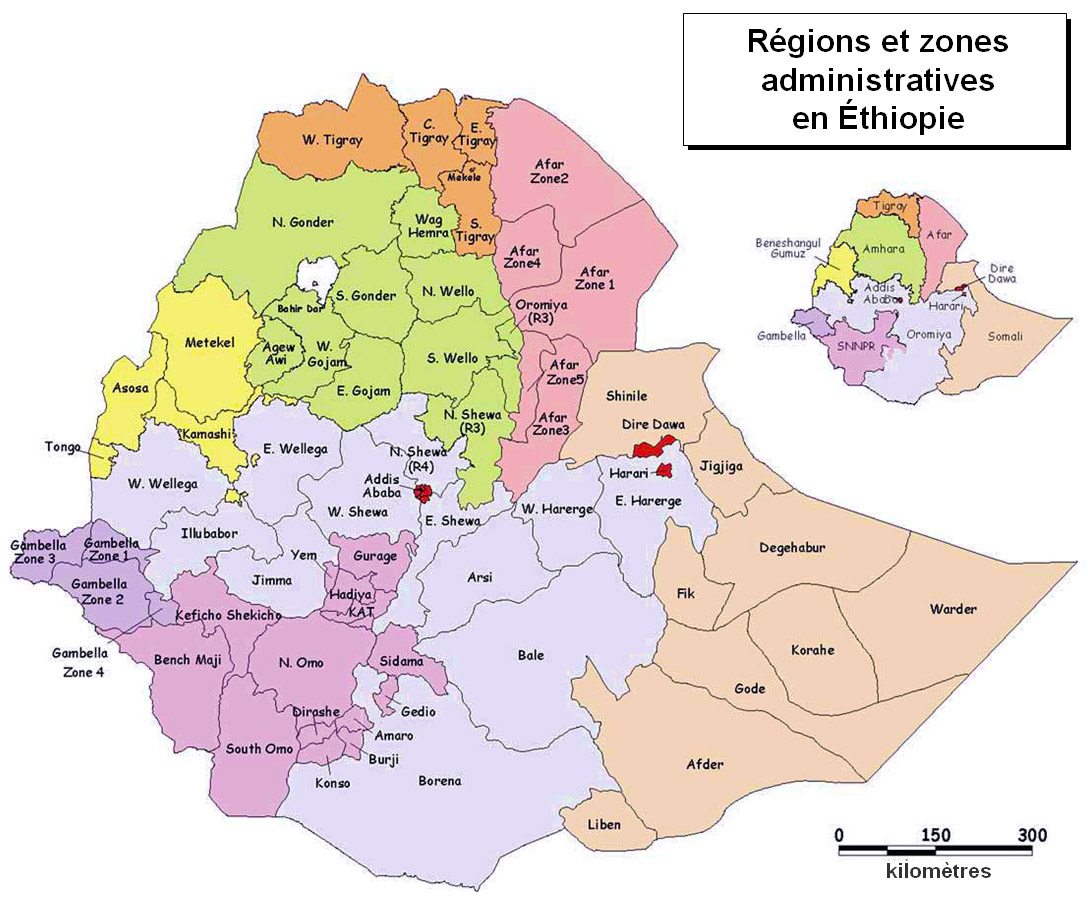
Регионы и зоны Эфиопии (старый вариант)

Зоны (амх. ዞን) — административно-территориальные единицы Эфиопии второго порядка. Регионы Эфиопии делятся на 68 или более зон Точное число зон неизвестно, так как названия и количество зон в разных официальных документах различается. Разные карты приводят разные названия и границы зон. Приведённый ниже список зон дан в соответствии со статистическим справочником 2007 года.

## Амхара
- Агев-Ави
- Ваг-Хемра
- Восточный Годжам
- Западный Годжам
- Западный Гондэр
- Оромия
- Северная Шоа
- Северное Уолло
- Северный Гондэр
- Центральный Гондэр
- Южное Уолло
- Южный Гондэр

## Афар
- Зона 1
- Зона 2
- Зона 3
- Зона 4
- Зона 5

## Бенишангул-Гумуз
- Асоса
- Кемаши
- Мао-Комо
- Метекел

## Гамбела
- Ануак
- Итанг
- Меженгер
- Нуэр

## Народов юго-запада Эфиопии
- Бенч-Шеко
- Дауро
- Западное Омо
- Кэфа
- Шека

## Наций, национальностей и народов Юга
- Гамо
- Гидео
- Гофа
- Гураге
- Йем
- Консо
- Кэмбата-Тембаро
- Сыльти
- Уолайтта
- Хадия
- Южное Омо

## Оромия
- Аруси
- Бале
- Борена
- Буно-Бэделе
- Восточная Уоллега
- Восточная Шоа
- Восточный Бале
- Восточный Харэр
- Гуджи
- Джимма
- Западная Уоллега
- Западная Шоа
- Западный Аруси
- Западный Харэр
- Иллубабор
- Келем-Уоллега
- Северная Шоа
- Финфине
- Хоро-Гудру-Уоллега
- Юго-Западная Шоа

## Тыграй
- Восточный Тыграй
- Западный Тыграй
- Мэкэлэ
- Северо-Западный Тыграй
- Центральный Тыграй
- Юго-Восточный Тыграй
- Южный Тыграй

## Сомали
- Афдер
- Джарар
- Долло
- Корахе
- Либен
- Ногоб
- Ситти
- Фафан
- Шэббэле
- Эрер